# Катастрофа BAC 1-11 под Фолс-Сити
Катастрофа BAC 1-11 под Фолс-Сити — авиационная катастрофа, произошедшая ночью в субботу 6 августа 1966 года на юго-востоке штата Небраска. Пассажирский самолёт BAC 1-11-203AE авиакомпании Braniff Airways выполнял грузо-пассажирский рейс BN-250 по маршруту  Канзас-Сити—Омаха, но при пролёте над округом Ричардсон оказался около мощной грозы, после чего потерял управление, а затем разрушился в воздухе. Обломки лайнера рухнули близ города Фолс-Сити. Погибли все находившиеся на его борту 42 человека — 38 пассажиров и 4 члена экипажа. 
На 2023 год это крупнейшая авиакатастрофа в истории Небраски.

## Самолёт
BAC 1-11-203AE с регистрационным номером N1553 (заводской — 70) был выпущен в Великобритании 8 декабря 1965 года, после чего продан заказчику — американской авиакомпании Braniff Airways. Лайнер был оборудован двумя реактивными двигателями Rolls-Royce Spey Mark 506-14/15. Левый двигатель имел общую наработку 3122 часа, в том числе 1984 часа после капитального ремонта. Правый двигатель имел общую наработку 237 часов 38 минут. Всего борт N1553 налетал 2307 часов 38 минут и совершил 2922 посадки. Вес лайнера на момент происшествия по расчётам составлял 63 589 фунтов (28 843 кг).

## Экипаж
Лётный экипаж (в кабине) состоял из двух пилотов:
- Командир воздушного судна — 47-летний Дональд Г. Поли (англ. Donald G. Pauly). Изначально работал в авиакомпании Mid-Continent Airlines[англ.] (в августе 1952 года была поглощена Braniff Airways), где 4 июля 1945 года был повышен до резервного командира, а 8 апреля 1946 года — до командира. 24 апреля 1965 окончил обучение на BAC 1-11, квалификацию пилота которого получил 1 июня того же года. Также имел квалификацию пилота самолётов типа Douglas DC-3, DC-6, DC-7 и Convair. С 1 июля по 31 июля 1966 года находился в отпуске, после которого летал 1, 2 и 5 августа, а также в день происшествия, налетав таким образом в эти дни на данном самолёте 17,5 часов. Общий налёт Дональда Поли на момент происшествия составлял 20 767 часов, в том числе 549 часов на BAC 1-11, из которых 237 часов было ночных полётов, а 25 часов совершены за последние 6 месяцев. Отдых перед вылетом из Нового Орлеана составлял 17 часов.
- Второй пилот — 39-летний Джеймс Э. Хилликер (англ. James A. Hilliker). Как и командир Поли, изначально работал в авиакомпании Mid-Continent Airlines, позже поглощённой Braniff Airways, куда 29 июля 1943 года устроился на сортировщика багажа. В октябре 1955 года получил квалификацию гражданского пилота (самолёты семейства Convair), а в марте 1956 года — бортинженера. 20 августа 1965 года получил квалификацию пилота BAC 1-11. Его общий налёт в должности пилота составлял 9296 часов, в том числе 685 часов на ВАС 1-11. Ночью за последние 6 месяцев налетал 102 часа, но ни один из этих полётов не проходил в приборных условиях. Отдых перед вылетом из Нового Орлеана составлял 17 часов.

В салоне работали две стюардессы:
- 21-летняя Шарон Эйлин Хендрикс (англ. Sharon Eileen Hendrieks);
- 21-летняя Джинджер Элейн Брисбэнд (англ. Ginger Elaine Brisband).

## Катастрофа
Борт N1553 выполнял регулярный грузо-пассажирский рейс BN-250 по маршруту Новый Орлеан — Шривпорт — Форт-Смит — Талса — Канзас-Сити — Омаха — Миннеаполис. Вылетев в 18:35 из Нового Орлеана, авиалайнер в нормальном порядке выполнял данный рейс вплоть до посадки в Канзас-Сити. Здесь экипаж получил прогноз погоды на маршруте, который несколько взволновал командира. К тому же командир рейса 250 пообщался с командиром другого рейса их авиакомпании, который прибыл в Канзас-Сити из Чикаго. Последний сообщил, что на маршруте наблюдался очень мощный грозовой фронт без видимых разрывов, в котором постоянно сверкали молнии, а показания радиолокаторов не могли дать точную информацию о его интенсивности.
В 22:55 с 38 пассажирами, 4 членами экипажа и 12 000 фунтов (5400 кг) топлива на борту рейс 250 поднялся в воздух. Общий вес авиалайнера был оценён как 65 679 фунтов (29 791 кг) при максимальном допустимом 70 900 фунтов (32 200 кг); центровка также не выходила за установленные пределы. Диспетчер дал разрешение выполнять полёт по приборам в Омаху, следуя по воздушному коридору для реактивных самолётов на эшелоне 200 (высота 20 000 футов (6100 м)). При этом ещё перед взлётом экипажу было дано указание сохранять поначалу высоту 5000 футов (1500 м) из-за другого самолёта. Когда рейс 250, следуя на этой высоте, находился примерно на 12 миль (19 км) к северу от Канзас-Сити, экипаж получил указание переходить на связь с районным диспетчерским центром в Канзас-Сити, что и было выполнено. Диспетчер в «Канзас-Сити—центр» подтвердил радиолокационный контакт (засветка самолёта определена на экране радиолокатора) и дал разрешение подниматься до эшелона 200, но экипаж после некоторого обсуждения запросил разрешение следовать на высоте 5000 футов вплоть до Омахи. Когда с самолёта передали о достижении 6000 футов (1800 м), диспетчер разрешил сохранять текущую высоту, так как эшелон 5000 футов был занят. В 23:03 была начата процедура по передаче рейса 250 Чикагскому диспетчерскому центру, но перед этим экипаж в 23:04:44 запросил, а затем получил разрешение диспетчера в Канзас-Сити на отклонение влево от курса, так как хотел обойти грозовой фронт с запада. В 23:06 диспетчер в Канзас-Сити дал разрешение рейсу 250 снижаться и занимать эшелон 5000 футов, а также переходить на связь с Чикагским диспетчерским центром.
Перейдя на связь с Чикаго, экипаж обсудил с диспетчером погодные условия, наблюдаемые на экране радиолокатора в диспетчерском центре, а заодно узнал, что на этой же частоте находится другой BAC 1-11 авиакомпании Braniff Airways, который выполнял рейс 255 из Омахи и сейчас проходит высоту 10 000 футов (3000 м), поднимаясь до 17 000 футов (5200 м). Экипажи обоих самолётов обменялись информацией, при этом экипаж рейса 255 сообщил, что на удалении 15 миль (24 км) к юго-востоку от Омахского аэропорта они столкнулись с турбулентностью от лёгкой до умеренной, в зоне которой будут следовать ещё примерно 10 миль (16 км), согласно данным с радиолокатора. Данный радиообмен был закончен около 23:08:30; это было последнее сообщение с борта N1553.
В эту ночь на небе стояла почти полная луна (полнолуние было 1 августа, третья четверть — 9 августа), поэтому небосвод в некоторой степени освещался лунным светом. На юго-востоке штата Небраска тем временем шёл дождь от сильного до умеренного, в зависимости от местности, дул ветер со скоростью 30—60 миль/ч (50—100 км/ч), а с севера и севера-запада приближался грозовой фронт, перед которым шли линией облака высотой 1000—2000 футов (300—600 м), двигающиеся, вращаясь сверху вниз, словно набегающая волна. Свидетели наблюдали самолёт, который вошёл в этот предфронтовой слой облаков, но никто не видел, чтобы он влетел в сам грозовой фронт. По данным речевого самописца, экипаж в это время обсуждал возможность обхода грозовых очагов, когда в 23:11:33 кто-то в кабине сказал: Надо уменьшать тягу. Затем в 23:11:42 речевой самописец зафиксировал нарастающий шум ветра, который всего за 1/6 секунды достиг максимума — отделились хвостовое оперение, а спустя 1—2 секунды и правое крыло. Очевидцы на земле в этот момент увидели, как в ночном небе появилась огненная вспышка, после чего из облаков выпали горящие обломки, которые в 23:12:07 (спустя 25,8 секунд с начала разрушения) врезались в соевое поле на территории округа Ричардсон и на удалении 7,6 мили (12 км) к северо-северо-востоку от Фолс-Сити (точка координат 40°10′29″ с. ш. 95°32′20″ з. д., высота 1078 футов (329 м) над уровнем моря). Все 42 человека на борту погибли, что делает данную авиакатастрофу крупнейшей в штате Небраска.

## Расследование

### Погодные условия
При расследовании прежде всего были опрошены экипажи других самолётов, которые пролетали этот район в течение часа. Среди них были три самолёта авиакомпании Braniff, а также Convair 580 другого оператора. Последний в 22:36 вылетел из Омахи и, выполняя рейс в Сент-Джозеф, следовал по курсу 190 на высоте 3000 футов (910 м), когда в пяти милях (8 км) от аэропорта вылета попал в сильный дождь. Экипаж запросил разрешение повернуть на курс 145°, после чего, используя показания радиолокатора и визуально ориентируясь по молниям, пролетел район грозы, периодически сталкиваясь с умеренной турбулентностью и дождём. Бортовой радиолокатор при этом показывал множество больших грозовых засветок, а сам грозовой фронт при этом простирался на 30 миль (48 км) от Шенандоа на северо-восток; большие грозовые засветки при этом простирались на 15—20 миль (25—30 км) к югу и западу. Командир «Конвэйра» оценил высоту облачности в 3500—4000 футов (1100—1200 м), при этом была непрерывная грозовая активность. Когда с момента вылета из Омахи прошло 12 минут, высота облачности снизилась, из-за чего лайнер теперь летел в облаках, при этом турбулентность усилилась, но после набора высоты вновь уменьшилась, однако появился сильный дождь. Через три минуты полёта в облаках экипаж смог выйти в ясное небо и начал набор высоты, но в это время наблюдалось значительное усиление турбулентности, в том числе появились значительные боковые порывы, которые стали швырять авиалайнер по вертикали. Лишь в 23:00 в 25 милях (40 км) северо-западнее радиомаяка Сент-Джозеф CV-580 наконец-то вышел из опасной зоны.
Позже были изучены данные с бортовых самописцев этого самолёта, которые показали, что при полёте в облаках вертикальные перегрузки достигали +1,9 g, а спустя 15 минут 27 секунд с момента вылета (выход из облаков в зону турбулентности) была даже зафиксирована перегрузка в +2,85 g. Последние значительные вертикальные перегрузки были зафиксированы в 22:55, когда удаление от места происшествия составляло 18 миль (29 км).
Был опрошен экипаж рейса 255, который последний осуществлял радиообмен с экипажем рейса 250. Рейс 255 проходил из Омахи в Канзас-Сити, а вылет был осуществлён в 22:55, с задержкой на час из-за прогноза о наличии гроз. Командир самолёта сообщил, что, когда они поднимались до высоты 17 000 футов (5200 м), то он видел к югу от Омахи грозовой фронт, поэтому повернул на восток и пролетел так 40 миль (64 км), прежде чем увидел подходящий просвет. При прохождении грозового фронта экипаж рейса 255 руководствовался показаниями бортового радиолокатора и подсказками диспетчера в Чикаго. Продолжая следовать далее на юг, лайнер снизился до 7000 футов (2100 м), при этом на протяжении 20—30 миль (30—50 км) сталкиваясь с небольшими осадками и умеренной турбулентностью, а затем уже вышел из облаков, как в течение минуты турбулентность быстро возросла до сильной. Впоследствии было определено, что рейс 255 вышел из облаков и столкнулся с сильной турбулентностью примерно на 29 миль (47 км) восточнее места катастрофы рейса 250, а перегрузки в это время достигали 2,5 g. Далее рейс 255 следовал уже при ясной погоде и в 23:41 благополучно приземлился в Канзас-Сити.
Пролетал данный регион и другой BAC 1-11 авиакомпании Braniff, который выполнял рейс 234 из Сент-Луиса в Де-Мойн и, вылетев в 22:03, поднимался до эшелона 240 (24 000 футов (7300 м)). Начав набирать высоту, экипаж увидел на северо-востоке молнии, поэтому включил погодный радиолокатор, а на расстоянии 150 миль (240 км) от фронта увидел на экране мощную засветку. Самолёт продолжал следовать на северо-запад, в сторону грозового фронта, а экипаж смог лучше рассмотреть этот фронт, как визуально, так и на радиолокаторе. Фронт выглядел как непрерывная линия, тянущаяся с юго-запада на север, насколько его можно было видеть. Никаких разрывов в этой опасной зоне поначалу не наблюдалось, но после набора высоты удалось увидеть несколько небольших. Когда до фронта оставалось 30—35 миль (50—55 км), диапазон погодного радиолокатора был уменьшен до 60 миль (97 км), после чего на экране линия фронта распалась на множество относительно небольших очагов, которые пилоты сравнили с попкорном. Примерно в 60 милях (100 км) к юго-востоку от Де-Мойна командир рейса 234 принял решение направляться на запасной аэродром — Канзас-Сити, где и приземлился в 23:16.
Экипажи других самолётов компании Braniff Airways в целом давали аналогичное описание погоды в регионе и фронта облаков.
Были опрошены 300 очевидцев на земле, которые указывали, что разбившийся самолёт точно не влетал в грозовые облака. Но перед грозовыми облаками с некоторым интервалом шёл ряд облаков высотой 1000—2000 футов (300—600 м), внешне похожих на волны в прибое, а между этими облаками и грозовым фронтом наблюдалось ясное небо. Когда предфронтовые облака проходили над местностью, то в течение 4—5 минут шёл небольшой дождь, но не сильный. Свидетели, которые находились близ места катастрофы, указывали, что авиалайнер влетел в эти облака, после чего в небе появилась вспышка. Но очевидцы, которые находились на большом удалении, сообщили, что перед взрывом самолёт летел над облаками при относительно ясном небе. В грозовом фронте наблюдалась некоторая седловина в форме «U» и, возможно, лайнер направлялся к ней. В свою очередь ветер в это время быстро менял направления с южного на северное. Наблюдались зарницы, освещавшие облака, но в районе происшествия молний между облаками и землёй не было. На протяжении восьми минут после происшествия в полумиле к юго-востоку от места взрыва самолёта наблюдались два облака в форме воронки.

### Метеообеспечение в авиакомпании
Далее следователи изучили, как вообще в авиакомпании Braniff обучают пилотов по полётам в условиях грозы. Согласно руководствам, изданным в авиакомпании, запрещалось планировать или выпускать рейсы, которые бы сознательно совершались через грозовые очаги. Если на маршруте имелось несколько разбросанных гроз, то надо было обходить их. При этом пилотов предупреждали, чтобы они обходили грозовые очаги на дистанции не менее 5 миль (8,0 км) и ниже зоны обледенения. Если полёт проходил через сплошной мощный фронт, который было невозможно обойти, то требовалось совершать посадку и ожидать улучшения погоды либо возможности обойти фронт. Но зато инструктажи фактически не учитывали ситуацию, когда вхождение в грозу было неизбежным, в том числе не указывали, на какой высоте это лучше делать. В некоторой степени пилотам могли бы помочь тренировки на тренажёре, но в этих занятиях турбулентность задавалась как «средняя». Относительно полёта в условиях сильной турбулентности максимальная скорость указывалась как 270 узлов на высотах до 30 400 футов (9300 м), при этом автопилот должен быть активирован на поддержание высоты. Диспетчеры, которые подготавливали маршрут полёта рейса 250, утверждали, что проходили необходимую подготовку, включающую в себя 8 часов занятий о погоде. Варианты маршрута рейса 250 были составлены за 2—3 часа до вылета, а окончательный выбор сделал командир самолёта. Но далее на протяжении полёта экипаж мог получить информацию от диспетчера об изменениях погоды и на основании этого принять новые решения. В пользу того, что в авиакомпании Braniff уделяли достаточное внимание вопросу об обеспечении экипажей необходимой информацией о погоде, указывало то, что экипаж рейса 255 (из Омахи в Канзас-Сити) задержался с вылетом на час, чтобы подождать снижения грозовой активности, а экипаж рейса 234 (из Сент-Луиса в Де-Мойн), несмотря на видимые на экране радиолокатора отдельные разрывы в грозовом фронте, принял решение не рисковать и ушёл на запасной аэродром. Так как диспетчеры авиакомпании вели связь со всеми своими самолётами на одной частоте, слишком маловероятно, чтобы экипаж рейса 250 (из Канзас-Сити в Омаху) не слышал информации о погоде, передаваемой экипажу рейса 234, и не знал о грозовой активности в регионе. К тому же, имея погодные радиолокаторы, экипажам всё же было легче оценить погодные условия, нежели наземным службам.

### Анализ ситуации
На основании изучения обломков был сделан вывод, что самолёт просто разрушился в воздухе. Теперь требовалось определить, разрушился ли он из-за ослабления самой конструкции или из-за экстремальной турбулентности. При изучении первой версии на обломках не удалось обнаружить следов усталости металла, коррозии или каких-нибудь других повреждений до катастрофы. Используемые в производстве материалы были необходимого качества, да и сам самолёт отвечал самым современным на то время требованиям. Изучение конструкции в целом привело к выводу, что первым отделился хвост, который рассчитан на вертикальные порывы до 66 футов (20 м) в секунду с 10-процентным запасом прочности. Но такие порывы самолёт должен выдерживать при установленной скорости прохождения зоны турбулентности — 270 узлов. Однако фактически экипаж мог следовать с крейсерской скоростью — 320 узлов (точно скорость полёта определить не удалось из-за разрушения параметрического самописца), при которой максимальные порывы ветров составляют уже 50 футов (15 м) в секунду, то есть на четверть ниже.
Перед вылетом из Нового Орлеана экипаж получил необходимый прогноз погоды на маршруте, но далее на промежуточных посадках, в том числе и в Канзас-Сити, этот прогноз не обновлялся, хотя диспетчеры авиакомпании имели необходимые для этого средства. Из беседы с другими экипажами пилоты рейса 250 узнали, что им предстоит столкнуться с мощным грозовым фронтом, который выглядел непрерывным, при этом погодные радиолокаторы почти не отображали фактическую ситуацию. По правилам авиакомпании, при такой погоде рейс 250 не имел права вылетать в Омаху, а должен был ожидать на земле, когда пройдёт грозовой фронт. Однако информация о погоде от экипажей не была доведена до диспетчера, у которого был прогноз лишь об отдельных грозах, а потому вылет рейса 250 не был запрещён. В свою очередь экипаж недооценил опасность, с которой ему предстоит столкнуться, поэтому не стал ожидать на земле прохождения фронта, а после того, как смог рассмотреть грозу на экране радиолокатора, решил пробиваться сквозь неё, в отличие от экипажа рейса 234, который предпочёл переждать на земле. Увидев на радиолокаторе просвет, пилоты направились в него, намереваясь обойти грозовые очаги и пройти над облаками, но они не подозревали, что направляются в зону сильной конвекции.
Попав в мощную турбулентность, лайнер стал быстро крениться из стороны в сторону. Полёт в это время, вероятно, проходил под контролем автопилота, который отклонениями рулей направления и высоты мог попытаться стабилизировать направление, но в данной ситуации несколько увеличил перегрузки. Также пилоты могли не снижать скорость до установленной, поэтому запас прочности был ещё ниже. В какой-то момент BAC 1-11 попал под мощный боковой воздушный порыв, скорость которого могла превышать 158 футов (48 м) в секунду, что в сочетании с вертикальными порывами привело к потере управления; одновременно с этим руль направления был резко отклонён влево, что привело к созданию перегрузки выше критической. Затем с интервалом всего 1—2 секунды оторвало хвостовое оперение и правое крыло. Авиакеросин из повреждённого правого топливного бака сразу воспламенился, что очевидцы на земле увидели как вспышку. Потерявший управление самолёт перешёл в вертикальное снижение и спустя всего 25 с небольшим секунд на высокой скорости врезался в землю.

## Причины
1. Самолёт BAC 1-11 имел современную на тот момент конструкцию и отвечал действующим требованиям.
2. При вылете из Канзас-Сити авиалайнер имел необходимые сертификаты и был подготовлен к полёту.
3. Экипаж имел необходимую квалификацию и сертификаты.
4. Маршрут полёта пересекал мощный грозовой фронт. Прогноз об этом образовании был составлен в Бюро погоды достаточно точно и своевременно, но в авиакомпании прогноз был неточным и содержал неверную информацию о числе гроз, их интенсивности, а также связанной с ними сильной турбулентности. Экипаж в свою очередь имел прогноз погоды и знал, что фронт можно обойти с запада. Позже это и предложил второй пилот.
5. Составленный в авиакомпании прогноз погоды не содержал информацию о грозовом фронте как о непрерывном образовании, а потому диспетчер не стал задерживать рейс 250 или изменять его маршрут полёта. Также диспетчер авиакомпании получал информацию о погоде в регионе от других экипажей, которые обошли грозу, но не стал доводить эти данные до экипажа рейса 250.
6. Командир самолёта был несколько обеспокоен силой шторма и знал, что фронт очень мощный, но, руководствуясь показаниями погодного радиолокатора, решил пройти сквозь этот шторм через зону малой интенсивности.
7. Однако грозового фронта самолёт не достиг, вместо этого разрушившись при пролёте вала облаков на удалении 5 миль (8,0 км) от ближайшего грозового очага, следуя при этом в правильной полётной конфигурации под контролем автопилота.
8. Возможно, борт N1553 столкнулся с мощной турбулентностью и мог подвергнуться сильному боковому порыву, который в течение долей секунд действовал совместно с вертикальными и продольными порывами. Эта турбулентность была вызвана сочетанием вертикальных и горизонтальных ветров, порождённых близким холодным фронтом.
9. Эти высокие аэродинамические перегрузки привели к разрушению вертикального стабилизатора и отделению всего хвостового оперения. Самолёт быстро вошёл в крутой крен, при этом почти сразу оторвало и правое крыло. Беспорядочно вращаясь, машина рухнула на землю.

По мнению комиссии от Национального совета по безопасности на транспорте, катастрофа рейса 250 произошла из-за разрушения самолёта после попадания в зону сильной турбулентности при попытке обхода опасных погодных явлений.

### Комментарии
1. ↑  Здесь и далее по тексту указано Центральноамериканское время (СST)